# Carlos Weber
Carlos Javier Weber (Buenos Aires, 6 de janeiro de 1966) é um ex-jogador de voleibol da Argentina que competiu nos Jogos Olímpicos de 1988, 1996 e 2000.
Em 1988, ele fez parte da equipe argentina que conquistou a medalha de bronze no torneio olímpico, no qual atuou em cinco partidas. Oito anos depois, ele participou de oito jogos e o time argentino finalizou na oitava colocação na competição olímpica de 1996. Weber fez a sua última participação em Olimpíadas nos jogos de 2000, jogando em oito confrontos e terminando na quarta posição com o conjunto argentino. Carlos foi campeão da Superliga em 1999 e 2000 e desde 2008 é o técnico da seleção argentina masculina.